# Список Савченко
Список Савченко — список осіб, що визнані постановою № 2570 від 22 квітня 2015 Верховної ради України відповідальними за викрадення, незаконного утримання та фабрикування справи проти військовослужбовця ЗСУ Надії Савченко та список осіб, яких в незаконному переслідуванні Надії Савченко підозрює Генеральна прокуратура України. Двоє з осіб, Маньшин Д. С. та Карпов А. Г. , присутні в обох списках.

## Список ВРУ
Список, визначений постановою ВРУ № 2570 від 22 квітня, складається з чотирьох частин:
- особи, відповідальні за політичні рішення щодо викрадення, вивезення на територію Російської Федерації, незаконного утримання та фабрикації справи проти Надії Савченко
- особи, відповідальні за фабрикацію доказів під час досудового розслідування у справі Савченко;
- особи, відповідальні за виклад сфабрикованих доказів проти Савченко та безпосередні виконавці злочинних рішень;
- особи, відповідальні за фінансову підтримку осіб, перелічених у попередніх пунктах.

Очолює список В. В. Путін, всього у списку 35 осіб. З них 32 є громадянами Росії, двоє — громадяни Фінляндії і один має українське громадянство.

### Перелік осіб
- Особи, відповідальні за політичні рішення щодо викрадення, вивезення на територію Російської Федерації, незаконного утримання та фабрикації справи проти Надії Савченко, а також особи, відповідальні за політичну легітимацію в очах міжнародної громадськості дій РФ щодо Савченко:

1. Путін Володимир Володимирович — президент Російської Федерації;
2. Бортніков Олександр Васильович — директор ФСБ Росії;
3. Володін В'ячеслав Вікторович — перший заступник голови Адміністрації президента РФ;
4. Бастрикін Олександр Вікторович — голова Слідчого комітету РФ (СК РФ);
5. Маркін Володимир Іванович — керівник управління Слідчого комітету РФ щодо взаємодії зі ЗМІ;
6. Сурков Владислав Юрійович — радник президента РФ;
7. Плотницький Ігор Венедиктович — лідер т.зв «ЛНР» (єдиний зі списку, хто має українське громадянство );
8. Щукін Олександр В'ячеславович — керівник Головного слідчого управління Слідчого комітету РФ (ГСУ СК РФ);
9. Дриманов Олександр Олександрович — на момент затримання Савченко був начальником управління Слідчого комітету РФ із розслідування злочинів, пов'язаних із застосуванням заборонених засобів і методів ведення війни;
10. Торшин Олександр Порфирович — член Ради Федерації;
11. Дегтярьов Михайло Володимирович — на момент затримання Савченко був депутатом Держдуми РФ;
12. Пушков Олексій Костянтинович — голова делегації РФ в ПАРЄ;
13. Слуцький Леонід Едуардович — заступник голови делегації РФ в ПАРЄ;
14. Наришкін Сергій Євгенович — член делегації РФ в ПАРЄ, спікер Державної думи РФ.
  - Особи, відповідальні за фабрикацію доказів під час досудового розслідування у справі Савченко:
15. Почечуєв А. І. — підполковник УФСБ РФ у Воронезькій обл.;
16. Луценко М. А. — інспектор ДПС РФ у Воронезькій області;
17. Тертишніков А.А — інспектор ДПС РФ у Воронезькій області;
18. Тройніна О. А. — капітан поліції РФ;
19. Сєвєрілов А.В — слідчий з особливо важливих справ СК РФ;
20. Стрижов А. А. — слідчий з особливо важливих справ СК РФ;
21. Маньшин Дмитро Сергійович — слідчий СК РФ.
  - Особи, відповідальні за виклад сфабрикованих доказів проти Савченко у ході судового розгляду у кримінальній справі, та особи, які приймали рішення щодо правомірності отримання цих доказів і продовження утримання Савченко, інші безпосередні виконавці злочинних рішень;
22. Долгих С. В. — прокурор Новоусманського району Воронезької області;
23. Ломанов А. В. — заступник прокурора Новоусманського району Воронезької області;
24. Сорокін Д. А. — суддя Новоусманського району Воронезької області;
25. Бутирін Є. І. — прокурор Воронезької області;
26. Сідоров В. А. — прокурор Воронезької області;
27. Салігов М. Т. — суддя Совєтського райсуду Воронезької області;
28. Козлов С. А. — помічник прокурора Совєтського району Воронезької області;
29. Літовкіна Тетяна Олександрівна — суддя Воронезького обласного суду;
30. Карпов Артур Геннадійович — суддя Басманного райсуду Москви;
31. Макаров Микола Олександрович — начальник СІЗО № 3 у Воронежі;
32. Кірілова Тетяна Володимирівна — начальник СІЗО № 6 «Печатники» у Воронежі.
  - Особи, відповідальні за фінансову підтримку осіб, перелічених у попередніх пунктах:
33. Ротенберг Аркадій Романович — російський мільярдер;
34. Ротенберг Борис Романович — співвласник і член ради директорів СМП Банку, громадянин Фінляндії ;
35. Тимченко Геннадій Миколайович — російсько-фінський олігарх, громадянин Фінляндії .

## Список Генпрокуратури
Список осіб, яких, згідно з кримінальним провадженням № 12014130550000527 за ознаками злочинів, передбачених ч. 3 статті 146, ч. 2 статті 258, ч. 3 статті 332, ч. 1 статті 344, ч. 3 статті 365, ч. 2 статті 372 та ч.2 статті 375 Кримінального кодексу України, Генеральна прокуратура України своїм повідомленням від 29.07.2015 підозрює в незаконному переслідуванні Надії Савченко, містить перелік з 7 підозрюваних громадян РФ, та статей Кримінального кодексу України (ККУ), за якими їх підозрюють.

### Перелік осіб
1. Карпов Артур Геннадійович, суддя Басманного райсуду Москви — підозра за ч. 3 статті 146 та ч.2 статті 375 ККУ;
2. Мушнікова Наталія Євгенівна, в. о.  голови Басманного райсуду Москви — підозра за ч. 3 статті 146 та ч.2 статті 375 ККУ;
3. Мелехін Павло Володимирович, суддя Московського міського суду — підозра за ч. 3 статті 146 та ч.2 статті 375 ККУ;
4. Тітов Володимир Геннадійович[ru], перший заступник Міністра закордонних справ РФ — підозра за ч. 3 статті 146 ККУ;
5. Маньшин Дмитро Сергійович, слідчий Головного слідчого управління ГСУ СК РФ — підозра за ч. 3 статті 146 та ч. 3 статті 365 ККУ;
6. Медвєдєв Олександр Вікторович, заступник керівника другого відділу по розслідуванню особливо важливих справ слідчого управління СК РФ по Воронезькій області — підозра за ч. 3 статті 146 та ч. 3 статті 365 ККУ;
7. Русский Єгор Анатолійович, командир «взводу розвідки» незаконного збройного формування «батальйон Зоря» бойовиків т.зв. «ЛНР» (народився 14.02.1987 в місті Ухта, Республіка Комі);— підозра за ч. 3 статті 146 та ч.2 статті 258 ККУ.

## Виноски
1. ↑  Рада наклала санкції на причетних до ув'язнення Савченко і вимагає від Путіна звільнити її [Архівовано 26 травня 2015 у Wayback Machine.] // NEWSru.ua 22 квітня 2015
2. ↑  Гройсман подписал «список Савченко» [Архівовано 31 травня 2015 у Wayback Machine.] // 112 Україна 27 апреля 2015
3. ↑  Постанова № 2570 [Архівовано 23 січня 2022 у Wayback Machine.] // Офіційний портал Верховної Ради України, 22 квітня 2015
4. 1 2  Марк Фейгин обнародовал «список Савченко» (ДОКУМЕНТ) [Архівовано 31 серпня 2015 у Wayback Machine.], сайт Главком, 28.08.2015
5. 1 2  «Список Савченко» очолює Путін. Загалом — 35 осіб [Архівовано 19 травня 2015 у Wayback Machine.] // Українська правда. 24 лютого 2015
6. ↑  Сенатору МакКейну передали «список Савченко» [Архівовано 18 травня 2015 у Wayback Machine.] // Українська правда. 29 квітня 2015